# Raión de Tyvriv
Raión de Tývriv (en ucraniano: Ти́врівський райо́н) es un antiguo  raión o distrito de Ucrania en el óblast de Vinnytsia. La capital fue la ciudad de Tývriv.
Comprende una superficie de 880 km².

## Demografía
Según estimación 2010, contaba con una población total de 44002 habitantes.

## Otros datos
El código KOATUU es 524500000. El código postal 23300 y el prefijo telefónico +380 4355.